# ウィリアム・ウィルソン (水球)

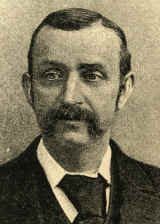
「水泳技術に熟達した指導者は、教育や科学のほとんどすべての部門と同じように考え、適宜、ハードワークと一定の練習を捧げるべきである」（写真：国際水泳殿堂）

ウィリアム・ウィルソン（英語: William Wilson、1844年11月13日 - 1912年6月1日）は、イギリスのジャーナリスト、水球指導者。水球の創始者であり、そのほか、競泳の科学的な技術の向上などにも貢献した。1883年、水泳競技の総合的な指南書である『The Swimming Instructor』を出版した。

## 水泳への貢献
- スタートとターンについての説明と図解
- ストロークの構造の改善
- 救命訓練についての指南の開発
- テーパリングを含む、陸上と水中でのトレーニング方法の開発
- 水泳スポーツに対する最初の新聞記者
- 室内プールについての革新的な設計の開発者

## 水球
1877年、チーム対抗の水球競技の規則を作成し、「アクアティック・フットボール（aquatic football）」と命名した。最初の試合は、スコットランドのアバディーンにあるボン・アコード・フェスティバルにて、ディー川の土手の間で行われた。旗は8フィートか10フィート間隔で岸辺に置かれ、プレーヤーはプルと呼ばれるインド製ゴムの柔らかいボールを使用した。競技場の端から端まで相撲を取るようなものだが、当時の水上祭りの観客に人気があった。そしてグラスゴーのアーリントン・バス・クラブのバス・マスターの時にこのスポーツを発展させたのである。1885年、英国水泳協会は、現在水球と呼ばれているこの競技を認め、ウィルソンのルールブックを発展させた一連のルールを策定した。これがやがてFINA国際ルールとなり、水球は世界に広がっていった。

## ライフセービング
1891年、ライフセービングに関するイラスト入りの新聞記事を多数発表し、熟練度に応じて地元の水泳クラブに賞を授与した。ウィルソンの方法はハンドブックとして出版されその貢献により、王立救命協会の初代終身総監に選ばれた。